# جوزپه تیکلی
جوزپه تیکلی (انگلیسی: Giuseppe Ticli؛ ۵ آوریل ۱۹۷۹ – ۱۸ ژانویهٔ ۲۰۲۴) بازیکن فوتبال اهل ایتالیا بود.
از باشگاه‌هایی که در آن بازی کرده‌است می‌توان به باشگاه فوتبال اینتر میلان، باشگاه فوتبال ویرتوس لانچانو، باشگاه فوتبال ارورا پرو پاتریا ۱۹۱۹، باشگاه فوتبال پادوا، باشگاه فوتبال مونتسا، باشگاه فوتبال رجانا، باشگاه فوتبال آ.ث. میلان، و باشگاه فوتبال اتلتیکو آرتزو اشاره کرد.
وی همچنین در تیم ملی فوتبال زیر ۲۰ سال ایتالیا بازی کرده‌است.